# 訃報 1974年11月
訃報 1974年11月（ふほう 1974ねん11がつ）では、1974年（昭和49年）11月中に物故した、又は物故が報じられた人物についてまとめる。

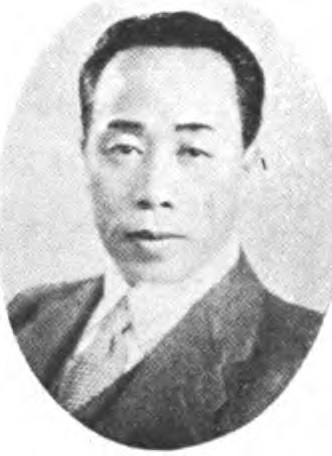
井上武士 / 11月8日没

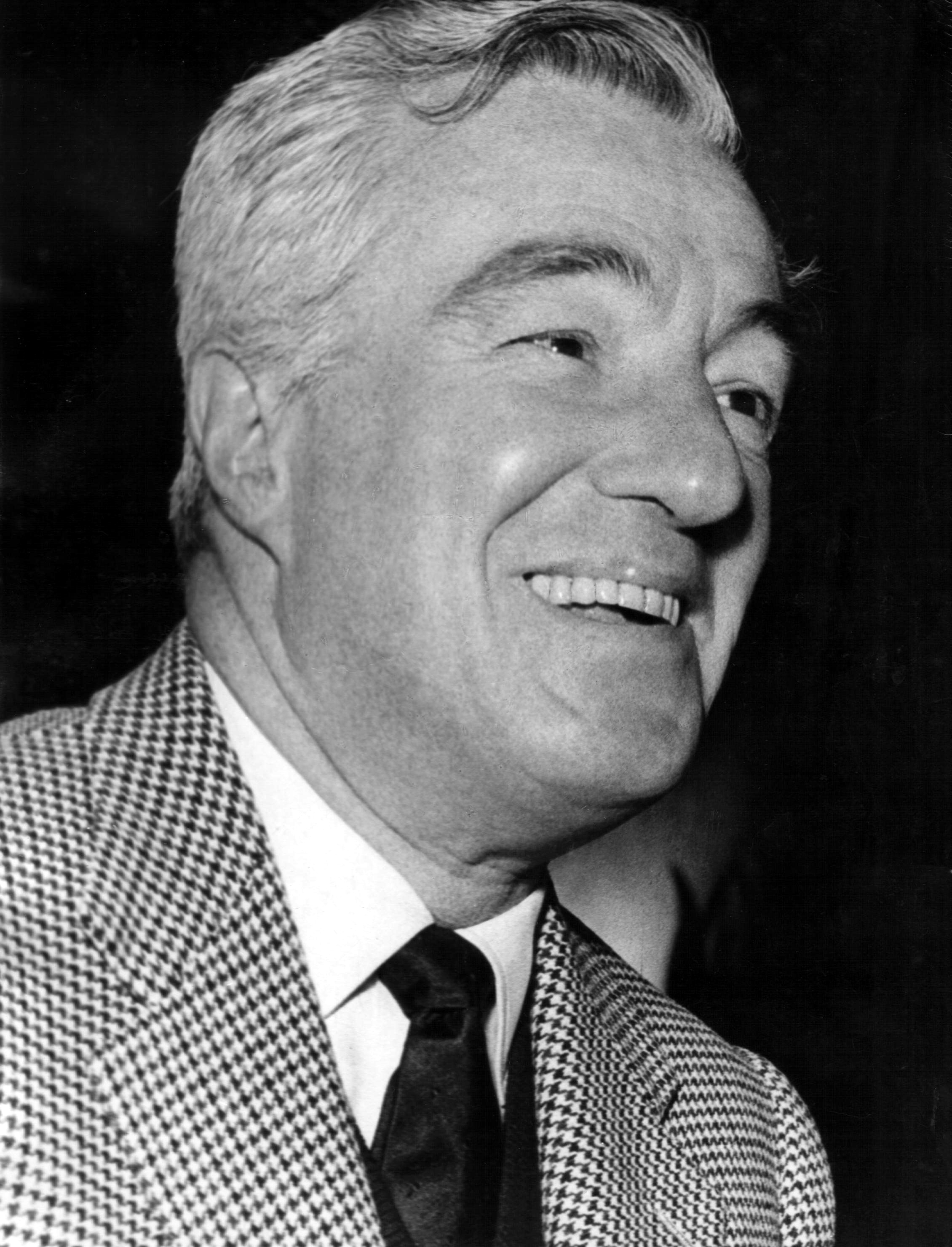
ヴィットリオ・デ・シーカ / 11月13日没

## （1日 - 15日）
- 11月1日 - 南条徳男、政治家・建設大臣・農林大臣（* 1895年）
- 11月3日 - 本間茂雄、元体操選手（* 1904年）
- 11月3日 - 牧野巽、社会学者（* 1905年）
- 11月4日 - 新見吉治、歴史学・教育学者（* 1874年）
- 11月4日 - 小林和作、洋画家（* 1888年）
- 11月4日 - 矢野貫城、教育者（* 1886年）
- 11月8日 - 目黒三策、実業家（* 1904年）
- 11月8日 - 井上武士、作曲家（* 1894年）
- 11月10日 - 小笠原章二郎、俳優（* 1902年）
- 11月12日 - 菊池正士、物理学者（* 1902年）
- 11月13日 - ヴィットリオ・デ・シーカ、映画監督（* 1901年）
- 11月14日 - 堀久作、実業家（* 1900年）
- 11月14日 - 池田敏雄、富士通専務・コンピュータ国産化の父といわれる（* 1923年）

## （16日 - 30日）
- 11月16日 - ヴァルター・マイスナー、物理学者（* 1882年）
- 11月16日 - 嶺駒夫、実業家・元昭和製袋工業社長（* 1906年）
- 11月16日 - 古坂嵓城、教育者（* 1888年）
- 11月20日 - 長岡正男、技術者・実業家（* 1897年）
- 11月21日 - 金沢春友、地方政治家・郷土史家（* 1884年）
- 11月22日 - 菰田康一、陸軍軍人（* 1888年）
- 11月22日 - 谷岡登、学校経営者（* 1894年）
- 11月22日 - 肝付兼英、農林技師・政治家（* 1893年）
- 11月25日 - 中村左衛門太郎、地震学者（* 1891年）
- 11月25日 - 山田欽一、数学者（* 1906年）
- 11月26日 - 四代目澤村國太郎、俳優（* 1905年）
- 11月29日 - 彭徳懐、中華人民共和国の軍人・政治家（* 1898年）
- 11月29日 - 四代目淺尾奥山、歌舞伎役者（* 1894年）
- 11月29日 - 細川千仭、囲碁棋士（* 1899年）